# Чифлик махала (Валовищко)
Чифлик махала или Чифлик махале (на гръцки: Λαγόνι, Λαγώνι, Лагони, катаревуса Λαγόνιον, Лагонион, до 1926 година Τσιφλίκ Μαχαλέ, Цифлик махале) е бивше село в Република Гърция, разположено на територията на дем Синтика, област Централна Македония.

## География
Селото е било разположено на два километра източно от град Валовища (Сидирокастро), в североизточното подножие на връх Демирхисар на Шарлия.

## История

### В Османската империя
През XIX век Чифлик махала е турско село в Демирхисарската каза на Османската империя. В „Етнография на вилаетите Адрианопол, Монастир и Салоника“, издадена в Константинопол в 1878 година и отразяваща статистиката на населението от 1873 година, Чифлик (Tchifliik) е посочено като село с 20 домакинства, като жителите му са 50 мюсюлмани. Според статистиката на Васил Кънчов („Македония. Етнография и статистика“) в 1900 година Чифликъ Махале има 110 жители, всички турци.

### В Гърция
В 1913 година след Междусъюзническата война селото остава в Гърция. Населението му се изселва в Турция и на негово място са настанени гърци бежанци. В 1926 година селото е прекръстено на Лагони. Според преброяването от 1928 година Чифлик махала е бежанско село с 20 бежански семейства и 65 души бежанци.

## Личности
Родени в Чифлик махала
- Елевтериос Елевтериадис, гръцки професор